# Neoclides spiniger
Neoclides spiniger är en insektsart som först beskrevs av Günther 1943.  Neoclides spiniger ingår i släktet Neoclides och familjen Diapheromeridae. Inga underarter finns listade i Catalogue of Life.